# Petemathis
Petemathis là một chi nhện trong họ Salticidae.